# 赛恩达布苏
赛恩达布苏也作赛打不苏，是一个位于中国内蒙古自治区包头市达尔罕茂明安联合旗境内的鹹水湖，湖面海拔1140米，湖长4.5千米，最大宽1.0千米，平均宽0.6千米，面积2.5平方千米。属于蒙新高原区。它的一级流域为内流区诸河，二级流域为内蒙古内流区。